# Astragalus clarianus
Astragalus clarianus là một loài thực vật có hoa trong họ Đậu. Loài này được Jeps. miêu tả khoa học đầu tiên.